# Don Pedro (Comic)
Don Pedro ist die Titelfigur der gleichnamigen Comicreihe von Helmut Nickel, die in den 1950er Jahren ab Ausgabe 19 als Zweitserie zu Hot Jerry im Junior-Verlag erschienen ist und die seitdem auch im Namen des Heftes auftauchte.

## Handlung und Veröffentlichung
Die einfarbig gehaltene Serie, die Nickel unter dem Pseudonym Hugh J. Haffspoke veröffentlichte,  spielt in Mittelamerika im sechzehnten Jahrhundert zur Zeit der spanischen Eroberung. Aus seiner Kenntnis heraus, dass es einen zeitgenössischen Beobachter unbekannten Namens und vermutlich deutschen Ursprungs gab, schuf Nickel die fiktive Figur Peter Degenhardt, von den Spaniern nur Don Pedro genannt, der als kritischer Chronist die Eroberung Mittelamerikas begleitet. Nickel, der Kunstgeschichte und Ethnologie studierte, nutzte die Serie, um dem Leser in völkerkundlichen Exkursionen den Schauplatz seiner Geschichten näherzubringen.
In den Folgejahren wurde Don Pedro mehrmals nachgedruckt. So unter anderem als Comixene-Sonderband in den Jahren 1977 und 1978. Ein Nachdruck der vollständigen Hot Jerry / Don Pedro-Reihe erfolgte in den Jahren 1992 bis 1994 durch den Norbert Hethke Verlag.

## Rezeption
Für Eckart Sackmann ist Don Pedro „erster Höhepunkt in Nickels Comicschaffen“. Andreas C. Knigge sieht in Don Pedro sogar „die zweifellos beste Serie von Helmut Nickel“, die sich „positiv von der damals üblichen Massenware“ abhöbe.